# Kardynałowie mianowani w VIII wieku
Lista kardynałów mianowanych w VIII wieku, od pontyfikatu Jana VI (701–705) do pontyfikatu Hadriana I (772–795). Z uwagi na niekompletną bazę źródłową obejmuje jedynie część żyjących w tym czasie kardynałów.
Źródłami umożliwiającymi rekonstrukcję katalogu kardynałów z VIII stulecia są niemal wyłącznie protokoły z synodów rzymskich z lat 721, 732, 743, 745, 761 i 769. Nieliczne dodatkowe informacje można znaleźć w Liber Pontificalis i kilku innych współczesnych kronikach lub dokumentach.
Termin kardynał w owym czasie, ściśle rzecz biorąc odnosił się jedynie do prezbiterów rzymskich kościołów tytularnych (obecnych kardynałów prezbiterów). W VIII wieku po raz pierwszy pojawił się jednak także termin kardynał biskup o odniesieniu do biskupów siedmiu podrzymskich diecezji: Ostii, Porto, Albano, Silva Candida, Gabii (Labico), Velletri i Palestriny. Członkowie rzymskiego kolegium diakonów (obecnie kardynałowie diakoni) formalnie dołączyli do grona kardynałów dopiero w XI wieku.
Katalog jest podzielony na trzy sekcje: kardynałów prezbiterów, kardynałów biskupów i członków rzymskiego kolegium diakonów. We wszystkich trzech imiona uporządkowano chronologicznie. W nawiasach podano okresy, w jakich poszczególni kardynałowie są udokumentowani w źródłach.

## Kardynałowie prezbiterzy
1. Georgius – kardynał prezbiter Ss. Giovanni e Paolo (716–721)
2. Sisinnius – kardynał prezbiter S. Lorenzo in Lucina (721)
3. Johannes – kardynał prezbiter S. Sisto (721)
4. Sisinnius – kardynał prezbiter S. Cecilia (721)
5. Johannes – kardynał prezbiter S. Marcello (721)
6. Johannes – kardynał prezbiter S. Susanna(721–745)
7. Eustracius – kardynał prezbiter S. Anastasia (721–732)
8. Talasius – kardynał prezbiter S. Callisto (721)
9. Marinus – kardynał prezbiter S. Sabina (721)
10. Constantinus – kardynał prezbiter S. Ciriaco (721)
11. Gregorius – kardynał prezbiter S. Clemente (721–745)
12. Epiphanius – kardynał prezbiter S. Lorenzo in Damaso (721)
13. Marinus – kardynał prezbiter Ss. Apostoli (721)
14. Johannes – kardynał prezbiter S. Prisca (721)
15. Sergius – kardynał prezbiter i westiariusz (725–732)
16. Gregorius – kardynał prezbiter (732)
17. Iohnnes – kardynał prezbiter (732)
18. Stephanus – kardynał prezbiter S. Marco (732–745)
19. Theodorus – kardynał prezbiter (732)
20. Dominicus – kardynał prezbiter S. Prisca (732–745)
21. Theodorus – kardynał prezbiter S. Lorenzo in Lucina (732–745)
22. Sergius – kardynał prezbiter (732)
23. Andreas – kardynał prezbiter (732–743)
24. Sergius – kardynał prezbiter (732)
25. Sisinnius – kardynał prezbiter (732)
26. Petrus – kardynał prezbiter (732–743)
27. Theophanius – kardynał prezbiter Ss. IV Coronati (732–745)
28. Sergius – kardynał prezbiter S. Pudenziana (732–745)
29. Iordanes – kardynał prezbiter S. Sabina (732–745)
30. Iohannes – kardynał prezbiter (732)
31. Anastasius – kardynał prezbiter S. Callisto (743–745)
32. Leo – kardynał prezbiter S. Anastasia (743–745)
33. Leo – kardynał prezbiter S. Lorenzo in Damaso (743–745)
34. Gregorius – kardynał prezbiter S. Balbina (743–769)
35. Bistabius – kardynał prezbiter (743)
36. Anastasius – kardynał prezbiter (743)
37. Theophilactus – kardynał prezbiter (743)
38. Procopius – kardynał prezbiter S. Ciriaco (743–745)
39. Gaudentius – kardynał prezbiter (743)
40. Epiphanius – kardynał prezbiter (743)
41. Stephanus – kardynał prezbiter S. Eusebio (745)
42. Georgius – kardynał prezbiter Ss. Giovanni e Paolo (745)
43. Stephanus – kardynał prezbiter S. Crisogono (745–752), Stefan II (papież elekt) w 752
44. Eustachius – kardynał prezbiter (745–769)
45. Marinus – kardynał prezbiter S. Crisogono (758–767)
46. Stephanus – kardynał prezbiter S. Cecilia (758–767) od 767 papież Stefan III (zm. 772)
47. Petrus – kardynał prezbiter (760–770)
48. Philippus – kardynał prezbiter S. Marco (761)
49. Gregorius – kardynał prezbiter S. Anastasia (761)
50. Theophilus – kardynał prezbiter S. Sabina (761–769)
51. Constantinus – kardynał prezbiter Ss. IV Coronati (761)
52. Marinus – kardynał prezbiter S. Lorenzo in Damaso (761)
53. Theopamptus – kardynał prezbiter Eusebio (761)
54. Leoninus – kardynał prezbiter S. Susanna (761)
55. Eusebius – kardynał prezbiter S. Lorenzo in Lucina (761)
56. Benedictus – kardynał prezbiter S. Marcello (761)
57. Christophorus – kardynał prezbiter S. Vitale (761)
58. Donatus – kardynał prezbiter S. Sisto (761–769)
59. Andreas – kardynał prezbiter S. Callisto (761)
60. Saxolus – kardynał prezbiter S. Ciriaco (761)
61. Hermogens – kardynał prezbiter S. Prisca (761–769)
62. Clemens – kardynał prezbiter S. Anastasia (769)
63. Theophilactus – kardynał prezbiter (769)
64. Theodosius – kardynał prezbiter (769)
65. Leo – kardynał prezbiter S. Susanna (795), od 795 papież Leon III (zm. 816)

## Kardynałowie biskupi
1. Johannes – kardynał biskup Velletri (721–732)
2. Georgius – kardynał biskup Porto (721)
3. Tiberius – kardynał biskup Silva Candida (721)
4. Andreas – kardynał biskup Albano (721–732)
5. Sergius – kardynał biskup Palestriny (721)
6. Sisinnius – kardynał biskup Gabii (732)
7. Sisinnius – kardynał biskup Ostii (732)
8. Epiphanius – kardynał biskup Silva Candida (732–745)
9. Venantius – kardynał biskup Palestriny (732)
10. Gregorius – kardynał biskup Porto (732–745)
11. Nicetas – kardynał biskup Gabii (743–745)
12. Gregorius – kardynał biskup Albano (743)
13. Theodorus – kardynał biskup Ostii (743–745)
14. Gratianus – kardynał biskup Velletri (743–761)
15. Georgius – kardynał biskup Ostii (753–798)
16. Petrus – kardynał biskup Gabii (761)
17. Leo – kardynał biskup Albano (761)
18. Gregorius – kardynał biskup Palestriny (761)
19. Gregorius – kardynał biskup Silva Candida (761–769)
20. Georgius – kardynał biskup Palestriny (767)
21. Eustrasius – kardynał biskup Albano (767–773)
22. Citonatus – kardynał biskup Porto (767–769)
23. Citonatus – kardynał biskup Velletri (769)
24. Andreas – kardynał biskup Palestriny (771-778)

## Diakoni Świętego Kościoła Rzymskiego
1. Petrus – archidiakon (721)
2. Moschus – diakon (721), archidiakon (732)
3. Benedictus – diakon (721)
4. Zacharias – diakon (732–741), papież Zachariasz (741–752)
5. Joannes – diakon (732)
6. Theophylactus – diakon (732), archidiakon (743–748)
7. Gemmulus – diakon (732–745)
8. Theodorus – diakon (743)
9. Stephanus – diakon (743–752), papież Stefan II (752–757)
10. Paulus – diakon (743–757), papież Paweł I (757–767)
11. Petrus – archidiakon (761)
12. Anastasius – archidiakon (769)
13. Hadrianus – diakon (772), papież Hadrian I (772–795)